# Alexandra (Australia)
Alexandra – miasto w Australii, w stanie Wiktoria.